# Georges Métochite
Georges Métochite est un ecclésiastique, diplomate et écrivain religieux byzantin, apparaissant dans les sources en 1275 et mort en 1328. Archidiacre de la cathédrale Sainte-Sophie sous le pontificat du patriarche Jean XI Vekkos, qui défendit l'union de l'Église grecque à la papauté romaine (1275-1282), il partagea ensuite le sort de celui-ci, étant comme lui détenu jusqu'à sa mort. Il est le père du grand logothète et humaniste Théodore Métochite.

## Biographie
La politique d'union de l'Église grecque à la papauté fut menée par l'empereur Michel VIII Paléologue, et elle aboutit à une proclamation solennelle au deuxième concile de Lyon (mai-juillet 1274), auquel assistait une délégation byzantine conduite par le grand logothète Georges Acropolite et l'ancien patriarche Germain III. Mais elle faisait l'objet d'une très forte hostilité de la part de larges secteurs de l'Église et de la société byzantines (notamment dans les milieux monastiques) et fut imposée par la répression. Les opposants appartenaient d'ailleurs à deux groupes distincts, se combattant l'un l'autre violemment : les « joséphites » (partisans du patriarche Joseph de Constantinople) et les « arsénites » (partisans de l'ancien patriarche déposé et exilé Arsène Autorianos). La fin du XIIIe siècle fut donc marquée à Byzance par des affrontements religieux opposant trois camps irréconciliables.
Au retour de la délégation byzantine au concile de Lyon, le patriarche Joseph, qui avait juré publiquement de ne jamais accepter l'union des Églises, fut déposé et enfermé dans un monastère en dehors de la capitale (janvier 1275). La première messe reconnaissant la primauté du pape fut célébrée dans la chapelle palatine le 16 janvier. Le 26 mai était élu un nouveau patriarche : Jean Vekkos, ancien chartophylax et skeuophylax du patriarcat, rallié d'ailleurs de très fraîche date à l'unionisme.
C'est alors que Georges Métochite apparaît dans la documentation : archidiacre du patriarcat, il est envoyé auprès du pape Grégoire X, juste après l'intronisation de Jean Vekkos, pour l'assurer que tout ce qui a été convenu au concile du côté byzantin a été accompli. Il est accompagné du haut fonctionnaire civil Théodore, « grand dispensateur de la cour impériale ». L'ambassade fut reçue par Grégoire X à Beaucaire (donc avant le 4 septembre 1275), ce pape invitant ensuite les Byzantins à se rendre à Rome pour attendre son retour ; mais Grégoire X mourut à Arezzo, avant d'avoir atteint Rome, le 10 janvier 1276, et les discussions se firent ensuite avec Innocent V, élu le 21 janvier. Les ambassadeurs byzantins prirent le chemin du retour peu après le 26 mai, accompagnés d'une délégation de quatre franciscains (dirigée par Jérôme d'Ascola) que le pape envoyait à Constantinople ; mais la nouvelle leur parvint peu après qu'Innocent V était mort le 22 juin à Ancône, et les légats pontificaux, considérant que leurs instructions étaient caduques, rebroussèrent chemin. Le pape Jean XXI missionna une autre ambassade en novembre 1276, et Georges Métochite lui-même fut renvoyé à Rome avec une réponse en avril 1277.
L'empereur Michel VIII mourut le 11 décembre 1282, et la politique religieuse fut aussitôt entièrement renversée par son fils et successeur Andronic II, assisté de son grand logothète Théodore Mouzalon. Jean Vekkos dut se retirer dès le 26 décembre dans le monastère urbain de la Panachrantos, et l'ex-patriarche Joseph, d'ailleurs mourant et transporté sur une civière, fut rétabli le 31 décembre. Le nouveau pouvoir laissa alors libre cours à la vengeance des opposants « joséphites » persécutés pendant le règne précédent : les dignitaires unionistes furent molestés et humiliés par des groupes violents composés notamment de moines ; en janvier 1283, Jean Vekkos lui-même fut conduit devant le quasi-cadavre de Joseph, contraint de lui demander pardon, puis de signer une déclaration par laquelle il renonçait à la fois à ses positions et au sacerdoce, et il fut ensuite arrêté par les autorités et maintenu en détention à Pruse. Il semble que ses deux principaux collaborateurs, les archidiacres Constantin Méliténiote (chartophylax du patriarcat) et Georges Métochite, dépouillés de leurs dignités, aient été enfermés dans le monastère urbain du Pantocrator.
Le patriarche Joseph mourut le 23 mars suivant, et un membre du clergé palatin (prôtapostolarios), d'ailleurs ancien unioniste ayant tourné casaque, Grégoire de Chypre, fut désigné le 28 mars pour lui succéder. Lors d'un synode tenu le 18 avril (jour de Pâques), tous les évêques et dignitaires ecclésiastiques compromis dans l'unionisme furent destitués. Mais le conflit avec les « arsénites » se poursuivait aussi, et le synode-procès des unionistes n'eut lieu qu'en 1285. Il se tint dans le palais impérial des Blachernes en quatre sessions dispersées entre février et août, l'ancien patriarche Jean Vekkos se défendant avec une grande éloquence, qui inquiéta ses juges. Les trois accusés principaux (Jean Vekkos, Constantin Méliténiote et Georges Métochite) étaient alors logés dans le monastère voisin du Cosmidion. L'issue du synode fut, comme attendu, la condamnation de la théologie latine du Filioque et le rejet de tout rapprochement avec Rome, et les anciens dignitaires unionistes, refusant de se repentir, furent envoyés en détention en Bithynie dans la forteresse de Saint-Grégoire située sur le rivage du golfe de Nicomédie.
Les conditions de la détention furent d'abord très dures, mais elles furent adoucies ensuite, après la démission de Grégoire de Chypre (juin 1289) et l'avènement d'Athanase Ier (14 octobre 1289) : Vekkos et Méliténiote reçurent alors d'abord la visite du grand logothète Théodore Mouzalon, venu leur apporter un secours de l'empereur, puis furent invités par Andronic II lui-même, en voyage en Bithynie et séjournant dans un village tout proche de la forteresse, à venir parler avec lui. On convint d'une nouvelle conférence dogmatique qui devait se tenir à Lopadion. Quant à Georges Métochite, à cette date, il ne se trouvait plus dans la forteresse : tombé malade, il avait été ramené chez lui dans la capitale. Les trois détenus, du lieu où ils étaient, furent bien conduits à l'endroit indiqué, où ils se retrouvèrent, mais la conférence fut finalement annulée.
Jean Vekkos mourut en mars 1297, toujours enfermé dans la forteresse de Saint-Grégoire, où il fut enterré. Constantin Méliténiote, resté avec lui jusqu'à la fin, fut alors transféré à Constantinople, dans le même lieu de détention que Georges Métochite. On cherchait toujours à cette époque à les convaincre de renoncer à leurs positions, sans résultat. Ils furent désormais détenus dans l'enceinte du Grand Palais, avec Jean Tarchaniote (un aristocrate du parti des « arsénites », donc d'une dissidence religieuse contraire à la leur). 
Constantin Méliténiote mourut en avril 1307. Quant à Georges Métochite, nous savons qu'il vécut jusqu'en 1328, détenu jusqu'à la fin, grâce à une note marginale de copiste sur le plus ancien manuscrit de l'Historia dogmatica (le Vatic. gr. 1583, à peu près contemporain) : l'auteur précisant à un endroit qu'il rédige son texte la dix-huitième année de sa captivité (soit en 1301), le copiste ajoute en marge qu'il devait être encore détenu de longues années jusqu'à sa mort, quarante-cinq ans en tout.

## Œuvre littéraire
Un certain nombre d'écrits de Georges Métochite nous sont parvenus, soit entièrement, soit fragmentairement, consacrés à la querelle du Filioque et à la défense de l'union des Églises grecque et latine. Les plus souvent cités sont ceux qui forment ce qu'il est convenu d'appeler l'Historia dogmatica (titre moderne), en fait une suite de trois discours historico-théologiques dirigés principalement contre Grégoire de Chypre (le second discours s'intitule Réfutation du Tome de Grégoire de Chypre) ; ils contiennent quelques informations historiques qu'on ne trouve nulle part ailleurs.
L'Historia dogmatica a été éditée par Joseph Cozza-Luzi dans la Patrum Nova Bibliotheca (texte grec; avec traduction latine pour le livre I) : tome VIII, partie 2, p. 1-227 (livres I et II), Rome, 1871 ; et tome X, partie 1, p. 319-370 (livre III), Rome, 1905. Le volume 141 de la Patrologia Græca est entièrement consacré aux écrits des trois latinophrones Jean Vekkos, Constantin Méliténiote et Georges Métochite ; ceux du troisième y occupent les colonnes 1275 à 1424. On y lit notamment une réfutation des Trois chapitres sur la procession du Saint-Esprit de Maxime Planude.